# Hempton
Hempton is een civil parish in het bestuurlijke gebied North Norfolk, in het Engelse graafschap Norfolk met 505 inwoners.